# Старобурново
Старобурново (баш. Иҫке Бурны) — село в Бирском районе Республики Башкортостан Российской Федерации. Центр Бурновского сельсовета.

## География

### Географическое положение
Расстояние до:
- районного центра (Бирск): 5 км,
- ближайшей ж/д станции (Уфа): 100 км.

## Население
| 2002 | 2009 | 2010 |
| ---- | ---- | ---- |
| 864  | ↗880 | ↘862 |

Согласно переписи 2002 года, преобладающая национальность — русские (71 %).